# 샤를 페로
샤를 페로(프랑스어: Charles Perrault, 문화어: 샤를 빼로, 1628년 1월 12일 ~ 1703년 5월 16일)는 동화라는 문학 장르의 기초를 다진 프랑스의 작가이다. 그의 작품에는 신데렐라, 잠자는 숲 속의 미녀, 빨간 두건, 장화 신은 고양이, 푸른 수염, 엄지 동자, 다이아몬드와 두꺼비들, 당나귀 가죽, 어리석은 세가지 소원 등이 있다. 페로가 쓴 유명한 이야기들은 오늘날에 전 세계적으로 유명한 동화책으로 알려졌다. 나중에 페로의 이야기는 오페라, 발레, 희곡, 뮤지컬, 영화로도 만들어졌다. 그 밖에 《루이 14세의 세기》 등의 저서가 있다.

## 생애
페로는 프랑스 파리시의 부유한 부르주아 가정에서 태어났다. 그의 형제인 클로드 페로는 1665년과 1680년 사이에 건립된 루브르 궁의 동쪽 부분을 담당한 건축가이다. 샤를은 최고의 학교에 수학하며, 정부 기관에서 경력을 쌓기 전 법률을 공부하였다. 23세에 변호사가 되었다. 관리가 된 후에는 설계에 흥미를 가져 베르사유 궁전의 설계에 종사하는 등 만능인으로 알려졌다. 그는 또한 회화 아카데미와 과학 아카데미의 창립에 참여하였다. 1663년 금석문 문학 아카데미가 설립되었을 때 페로는 비서로 임명되고, 콜베르의 오른팔 역할을 담당하였다.
그는 프랑스 신구논쟁의 주요한 참여자로, 루이 14세 시대부터의 문학을 지지하고 고전파를 반박했다.
그는 1695년 67세의 나이로 비서직 자리와 아내를 잃게 된다. 페로는 자신의 아이들에게 헌신하기로 결심하고, “어미 거위”라는 부제로 《과거와 도덕에 관한 이야기들》이라는 책을 펴내게 된다. 이 책의 출간은 그를 자신의 사회적 집단을 넘어서 즉시 널리 알려지게 하였으며, 동화라는 새로운 문학 장르의 초석을 다지게 되었다. 그는 그 주위에 있던 이미지를 이용하였는데, 위세 성의 이미지가 《잠자는 숲 속의 미녀》를 위해 쓰였으며, 와롱 성의 후작은 《장화 신은 고양이》에 등장한다. 또한 페로는 그 당시로부터 가져온 소주제와 여담 및 자잘한 이야기로 그의 민속적인 주제를 대비시켰고, 1703년 파리 시에서 사망하였다.

## 같이 보기
- 한스 크리스티안 안데르센
- 그림 형제